# FC 트웬티 11
FC 트웬티 11(Football Club Twenty 11)은 크라이스트처치를 연고로 하는 뉴질랜드 아마추어 축구단이다. 이 구단은 에이번 유나이티드 SC와 벤사이드 AFC의 합병에 의해 2011년에 창단되었다